# Neobuxbaumia scoparia
Neobuxbaumia scoparia là một loài thực vật có hoa trong họ Cactaceae. Loài này được (Poselger) Backeb. mô tả khoa học đầu tiên năm 1941.